# Michel Spanneut
Michel Spanneut (Steenvoorde, 6 novembre 1919 – Lomme, 28 aprile 2014) è stato un presbitero e teologo francese di religione cattolica.

## Biografia
Michel Spanneut nacque in una famiglia di agricoltori, la cui fattoria si trovava a 5 chilometri dal borgo di Steenvoorde, vicino ai boschi di Beauvoorde. Di madrelingua fiamminga, al settimo anno di età fu iscritto alla scuola primaria dove imparò il francese da un maestro elementare col quale rimase in contatto per tutta la vita. A dodici anni ottenne la certificazione degli studi del primo ciclo (Certificat de Fin d'Etudes), dopodiché si iscrisse al seminario minore di Hazebrouck.
Nel 1938, si immatricolò alla facoltà teologica cattolica dell'Università di Lilla. Nel '44 fu ordinato sacerdote, e, due anni più tardi, conseguì il dottorato in teologia. Nel '54, discusse la tesi intitolata Le stoïcisme des pères de l'Église de Clément de Rome à Clément d'Alexandrie (Lo stoicismo dei Padri della Chiesa: da Clemente di Roma a Clemente d'Alessandria), che aveva realizzato sotto la supervisione di Henri-Irénée Marrou. La tesi fu pubblicata come primo volume della collana editoriale Patristica Sorbonensia, curata dallo stesso Marrou.
Nel '56, completò un secondo dottorato in lettere alla Sorbona, con una tesi che fu dichiarata di interesse per lo Stato francese, ricevendo una menzione speciale con l'unanimità dei voti dei membri della giuria.
Dal 1955 al 1989 insegnò lettere antiche all'Università Cattolica di Lilla, divenendo nel '65 decano della Libera Facoltà di Lettere e Scienze Umane.
Nel 2007, Spanneut donò alla mediateca di Roubaix il carteggio di 40 lettere scambiate con Maxence Van Der Meersch dal 1933 al 1951.

Si spense a Lomme il 28 aprile 2014, all'età di 95 anni.

## Attività
I suoi interessi di ricerca si focalizzarono sull'influsso della filosofia stoica sul Cristianesimo. Spanneut redasse la voce Epiktet per il Reallexikon für Antike und Christentum.

Il volume intitolato Permanence du stoïcisme de Zénon à Malraux fu positivamente recensito dal germanista Jochen Schmidt come una preziosa fonte di materiale per ricostruire la continuità e la trasmissione dello stoicismo fino all'età moderna.

## Premi e riconoscimenti
- Premio Verly Lecoutre de Beauvais, assegnato dalla Società delle Scienze, dell'Agricoltura e delle Arti di Lilla, della quale fu membro effettivo[5]
- Premio Th. Reinach della Società per l'insegnamento degli studi greci, avente sede a Parigi.

## Opere
- Recherches sur les écrits d’Eustathe d’Antioche. Avec une édition nouvelle des fragments dogmatiques et exégétiques, Lille, 1948.
- Le stoïcisme des pères de l’Église de Clément de Rome à Clément d’Alexandrie (= Patristica Sorbonensia, vol. 1), Parigi, 1957.
- Tertullien et les premiers moralistes africains, Paris, Gembloux, 1969.
- Permanence du stoïcisme de Zénon à Malraux. Gembloux 1973[6]
- Le Stoicisme et Saint Augustin, in Forma futuri. Studi in onore del cardinale Michele Pellegrino, Torino, Bottega d’Erasmo, 1975, pp. 896–914.
- L’«apatheia» divine des Anciens aux Pères de l’Eglise, in Historiam perscrutari. Miscellanea di studi offerti al prof. Ottorino Pasquato, Roma, 2002, pp. 637–652.